# Clase Gerard Callenburgh
La clase Gerard Callenburgh fue una serie de cuatro destructores ordenados por la Armada Real de los Países Bajos poco antes del estallido de la Segunda Guerra Mundial. Solo se logró construir dos buques, que luego combatirían en bandos opuestos: HNLMS Gerard Callenburgh, capturado por los alemanes, y HNLMS Isaac Sweers, que escapó a Gran Bretaña y peleó en el bando aliado.

## Historia
La Armada Real de los Países Bajos se hallaba en pleno programa de modernización poco antes del estallido de la Segunda Guerra Mundial. La necesidad de defender las posesiones neerlandesas de ultramar, principalmente las Indias Orientales Neerlandesas, era apremiante, sobre todo por el creciente poderío de la Armada Imperial Japonesa y sus recientes conquistas en la región. La posibilidad de un enfrentamiento entre los Países Bajos y Japón era algo que no escapaba a las marinas de ambos países. También estaba el problema de la disponibilidad de buques. Mientras las fuerzas japonesas contaban con un importante número de buques de guerra, la marina neerlandesa apenas contaba con unos cuantos navíos obsoletos para defender las Indias Orientales Neerlandesas. Por ello, entre los planes de modernización naval neerlandesa se hallaba la construcción de una nueva clase de destructores, los clase Gerard Callenburgh, llamados así en honor al famoso almirante Gerard Callenburgh.
Estos buques eran más grandes que sus predecesores, los destructores clase Admiralen, que a su vez reemplazaron a los obsoletos destructores clase Roofdier. Como su diseño había sido rebasado por los destructores japoneses de la época (sus probables rivales), el armamento se incrementó a cinco cañones en dos montajes dobles en las posiciones A y Y, así como un montaje sencillo en la posición X. También se le instalaron dos lanzatorpedos cuádruples. Una unidad, el HNLMS Isaac Sweers fue terminado en un astillero británico con armamento y equipos británicos. Se le instalaron seis cañones de 6 pulgadas en torretas dobles, cuatro cañones Bofors de 40mm y ocho ametralladoras calibre 0.5, además de ocho tubos lanzatorpedos. Ninguna de las unidades fue equipada con el mismo tipo de armamento.

## Servicio
Se planeó la construcción de cuatro unidades y los trabajos comenzaron en 1938, pero la invasión alemana a los Países Bajos en 1940 interrumpió las obras de construcción. De los cuatro buques, solo se completaron dos, el HNLMS Tjerk Hiddes y el HNLMS Isaac Sweers. Los otras dos, el HNLMS Tjerk Hiddes y HNLMS Philips van Almonde quedaron incompletos. El HNLMS Tjerk Hiddes fue botado antes de la invasión, pero hundido en Róterdam para evitar que cayera en manos alemanas. La Kriegsmarine (Armada Alemana) lo reflotó, pero lo halló imposible de reparar y, por tanto, lo desmanteló como chatarra. El HNLMS Philips Van Almonde fue demolido en el dique en que se construía después de que varios intentos por botarlo y escapar a Gran Bretaña fracasaron. Fue luego desmantelado como chatarra.
El HNLMS Gerard Callenburgh también había sido hundido para evitar su captura, pero los alemanes lograron reflotarlo. Fue luego completado por la firma alemana Blohm & Voss, reteniendo casi todos sus equipos y armamento de origen holandés. Entró en servicio con la Kriegsmarine con el nombre de ZH-1 (Zerstörer Holland 1). Pasó la mayor parte del tiempo en pruebas en el Báltico, pero luego se le transfirió al oeste de Francia, vía el Canal de la Mancha, en noviembre de 1943. Fue uno de los buques alemanes enviados a interceptar a la flota aliada de la Operación Neptune, donde terminó enfrentándose a un escuadrón formado por los buques HMS Tartar, HMS Ashanti, HMS Eskimo, HMS Javelin, HMCS Haida, HMCS Huron and ORP Błyskawica. El ZH-1 fue torpedeado y dañado seriamente por el HMS Ashanti el 9 de junio de 1944, siendo hundido por su tripulación, con la pérdida de 33 tripulantes.
El Isaac Sweers fue, a diferencia del Philips Van Almonde, exitosamente botado y remolcado a Gran Bretaña por el remolcador holandés Zwarte Zee. Su construcción fue terminada en Inglaterra por la firma J. Thonycroft usando armamento y equipos de control de tiro británicos. Fue asignado a servir con la Force H en el Mediterráneo. En diciembre de 1941, en conjunto con los buques HMS Sikh, HMS Maori y HMS Legion, hundió los cruceros italianos Alberico da Barbiano y Alberto di Giussano en la batalla de Cabo Bon. Luego sirvió brevemente en el Océano Índico con la Eastern Fleet. Fue hundido por el submarino alemán U-431, comandado por Wilhelm Dommes, el 13 de noviembre de 1942 en el Mediterráneo occidental, con la pérdida de 108 tripulantes.

## Unidades
Aunque originalmente se planeó construir cuatro unidades, sólo dos llegaron a ser completadas, una por la Kriegsmarine y la otra por la Royal Navy. Las dos restantes, dañadas intencionalmente por los obreros de los astilleros en que se construían para evitar su captura por las fuerzas alemanas, fueron desguazadas. Las unidades que entraron en servicio combatieron en bandos opuestos y fueron hundidos en batalla.
- HNLMS Tjerk Hiddes

Astillero: RDM Rotterdam
Botadura: 12 de octubre de 1939
Destino: Hundido el 15 de mayo de 1940 para prevenir su captura por las fuerzas alemana. El pecio después fue desguazado por los alemanes.
- HNLMS Philips Van Almonde

Astillero: KM de Schelde
Botadura: No fue botado
Destino: Demolido en el dique el 17 de mayo de 1940. Desguazado por los alemanes.
- HNLMS Gerard Callenburgh

Astillero: RDM Rotterdam
Botadura: 12 de octubre de 1939
Destino: Hundido por los trabajadores del astillero, pero luego reflotado por la Kriegsmarine. Puesto en servicio con el nombre de ZH-1 y hundido en batalla el 9 de junio de 1944.
- HNLMS Isaac Sweers (1941)

Astillero: KM de Schelde
Botadura: 16 de marzo de 1940
Destino: Remolcado incompleto a Gran Bretaña y completado. Puesto en servicio con la Royal Navy y hundido el 13 de noviembre de 1942 por el submarino alemán U-431.